# Шомберг, Мейнхардт
Мейнхардт Шомберг (англ. Meinhardt Schomberg, 3rd Duke of Schomberg; 30 июня 1641 — 5 июля 1719) — 3-й герцог Шомберг, 1-й герцог Лейнстера, 2-й граф Мертола, кавалер рыцарского Ордена подвязки, немецко-французско-британский генерал. Главнокомандующий вооруженными силами Британской армии (1691, де-факто до 1697). Генерал на службе принца Вильгельма Оранского. Участник франко-голландской войны. Сыграл решающую роль в битве на реке Бойн в июле 1690 года во время войны в Ирландии. Воевал в Португалии во время войны за испанское наследство.

## Происхождение

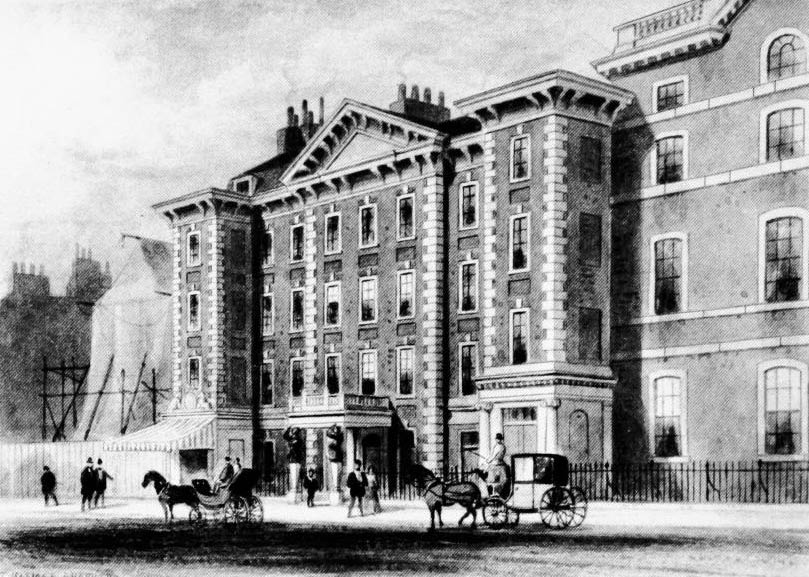
Дом Шомберга, построенный в 1698 году.

Мейнхардт Шомберг был третьим сыном Фридриха Армана де Шомберга, 1-го герцога Шомберга (гугенота по вероисповеданию), маршала Франции, и Джоан Элизабет фон Шенберг, дочери Генриха Дитриха фон Шенберга Ауф Везеля.

## Военная карьера
Мейнхардт Шомберг присоединился к своему отцу на службу в португальскую армию в чине подполковника и дослужился до чина полковника.
Затем он поселился во Франции в Ла-Рошеле вместе со своим отцом и получил звание бригадного генерала во французской армии. Впоследствии он стал бригадным генералом (марешаль де лагерь, генерал-майором) во время франко-голландской войны в 1678 году. Он воевал под командованием маршала Франсуа де Креки в битве при Кочерсбурге (Kochersburg) в октябре 1677 года, в битве при Фрайбурге 14 ноября 1677 года, в битве при Рхейнфельдене (Rheinfelden) в июле 1678 года и в битве при Кинцигоме позже в том же месяце.
Затем эмигрировал в Венгрию, где воевал с турками в 1686 году. Затем он снова присоединился к своему отцу, уже в Берлине, на службу под командование Фридриха-Вильгельма, курфюрста Бранденбурга в качестве генерала от кавалерии.
Весной 1689 года он ездил в Англию.
В 1689 году король Вильгельм III послал его в Ирландию. В июле 1690 года Фредерик Шомберг был заместителем командира армии короля Вильгельма III в битве на реке Бойн во время войны двух королей в Ирландии. В то же время Шомберг командовал правым крылом армии короля Вильгельма III и провёл решающую переправу через реку Бойн в Роугхгранге (Roughgrange) недалеко от деревни Роснайри (Rosnaree) в графстве Мит. Затем Шомберг преследовал отступающие войска до посёлка Дулик. Битва прошла без жертв среди солдат его полка, однако, его отец умер на последних этапах битвы. Из-за этого битва была особенно ожесточенной, так как Шомберг мстил за смерть своего отца, после чего Вильямиты одержали победу. За эту битву Мейнхардт Шомберг был награждён титулом герцога Лейнстерского. Так он стал британским подданным, что закреплено было в Акте парламента от 25 апреля 1691 года. Также он получил титулы: барона Мейнхарда Тары (Tarragh), графа Бангора и пэра Ирландии.
С мая 1691 года он был назначен Главнокомандующим силами Британской армии и до 1697 года оставался им де факто.
В октябре 1693 года он унаследовал титул герцога Шомберга, после смерти своего младшего брата Чарльза Шомберга, который погиб в битве у Марсальи.
В 1698 году он переехал в свой новый дом Шомбергов. Это был особняк специально построенный по его заказу, на южной стороне Пэлл-Мэлла в Лондоне.
После смерти короля, в 1703 году он был произведён в Рыцари ордена Подвязки. Королева Анна отправила его в Португалию на войну за испанское наследство в качестве Командующего британскими войсками (Commander-in-Chief of the British forces). В Португалии Шомберг провёл неэффективные военные операции, поссорился с королём Португалии Педром II и императором Священной Римской империи, претендентом на Испанский престол Карлом VI. После чего он был отправлен домой с позором. А на его место пришёл Анри де Массо.

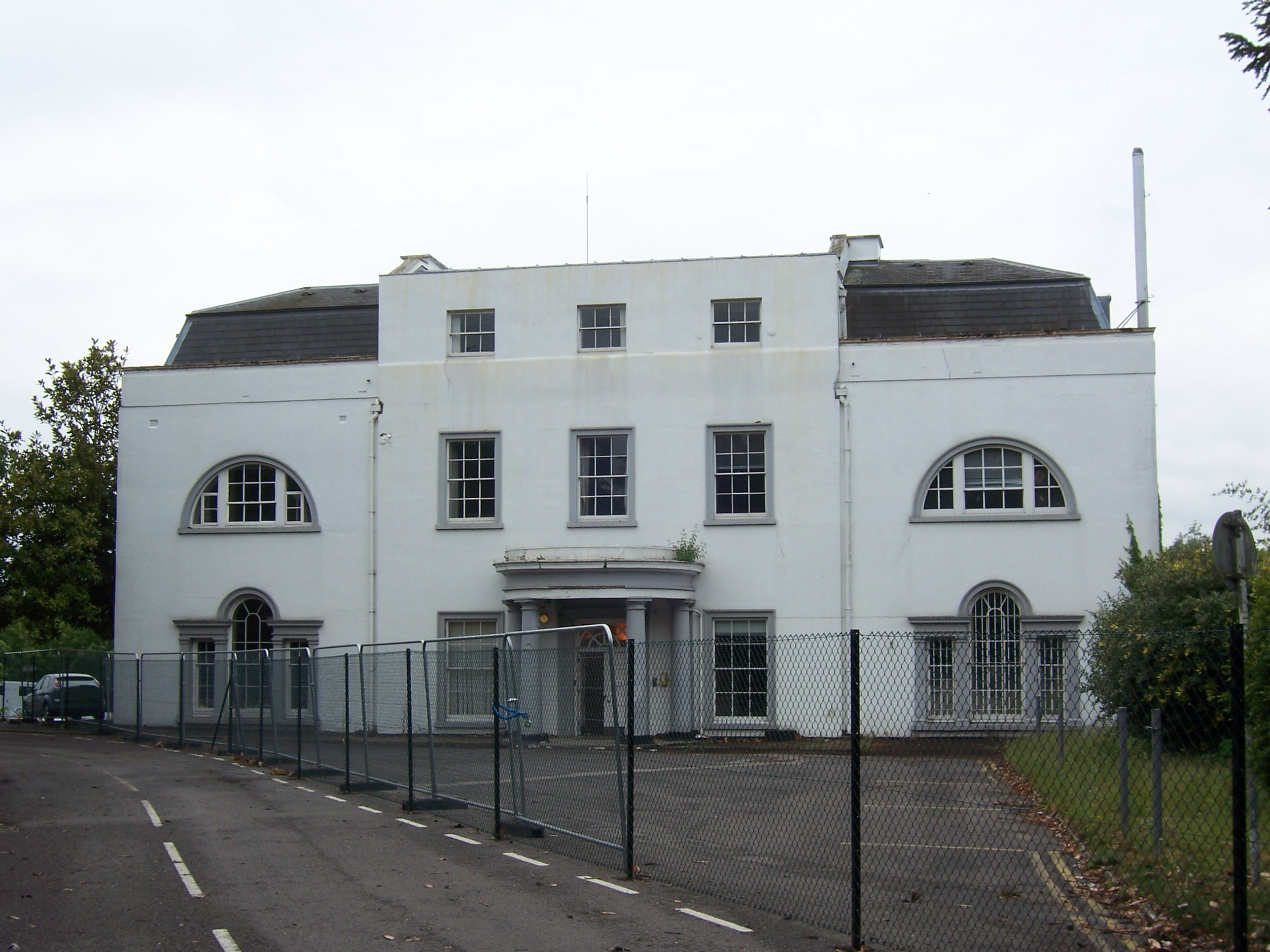
Дом в Хиллингдоне, построенный Шомбергом в 1717 году.

В 1714 году Шомберг ушёл из общественной жизни и занимался морскими делами в своём охотничьем домике в Хиллингдоне. Умер 5 июля 1719 года там же.
Ни один мужчина, среди его рода не носил столько титулов как он: герцог Шомберг, герцог Лейнстер, маркиз Харвич (Harwich), граф Брентфорд, барона Мейнхардт Тары (Tarragh), граф Бангор, барон Тейз (Teyes), граф Мертола (Mértola) и пэр Ирландии. Только графы Мертолы унаследовали его один из титулов.
В 1862 году в Канаде в провинции Онтарио была переименована область в город по его фамилии — город Шомберг.

## Семья
3 августа 1667 года Шомберг женился на Барбаре Луизе Рицце, принцессе Пьемонта. У пары не было детей.
4 января 1682 года Шомберг женился на Каролине Пфальцской, дочери Карла I Людвига, курфюрста Пфальца. У них было четверо детей:
- Чарльз Луи Шомберг, маркиз Харвич[англ.] (15 декабря 1683 — 14 октября 1713)[11];
- Каролина Шомберг (1686 — 18 июня 1710);
- Фредерика Шомберг[англ.] (ок. 1688—1751), наследница графского титула;
- Мэри Шомберг (до 16 марта 1692 — 29 апреля 1762).